# Sapateado

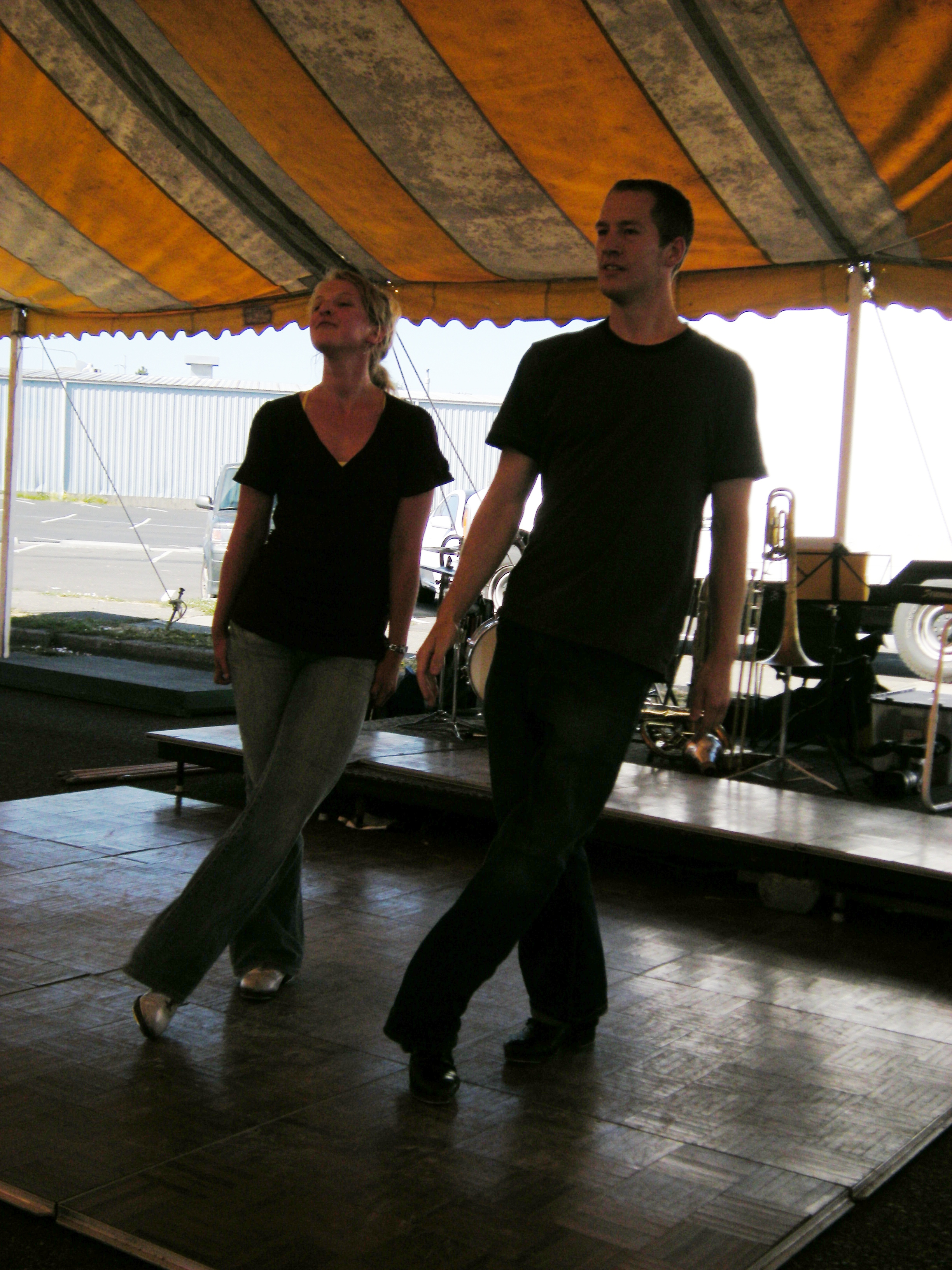
Casal executando um sapateado.

Sapateado é um estilo de dança, originalmente irlandesa, na qual os dançarinos produzem sons sincopados, ritmados com os sapatos. Estes dançarinos são chamados de sapateadores em algumas regiões.

## A História do Sapateado
Sem registros históricos que possam precisar datas e locais, sabe-se muito pouco a respeito das origens do sapateado: algumas das suas primeiras manifestações datam de meados do século V. Posteriormente, desenvolveu-se a partir do período da primeira Revolução Industrial. Os operários costumavam usar tamancos (clogs) para isolar a umidade que subia do solo e, nos períodos livres, reuniam-se nas ruas para exibir sua arte: quem fizesse o maior e mais variado número de sons com os pés, de forma mais original, seria o vencedor. Por volta de 1800, os sapatos foram adaptados especialmente para esta dança. Os calçados eram mais flexíveis, feitos de alumínio, e moedas eram fixadas à sola, para que o som fosse mais limpo. Mais tarde, finas placas de pedra (taps) passaram a ser fixadas no lugar das moedas, o que aumentou ainda mais a qualidade do som.
Nos EUA desenvolveu-se o chamado sapateado americano, introduzido no país por volta da primeira metade do século XIX, na fusão que uniu ritmos e danças dos escravos, que já possuíam um estilo de dança próprio baseado nos sons corporais, com os estilos de sapateado praticados pelos imigrantes irlandeses e colonizadores ingleses. Movimentos com o corpo todo, abrindo a dança para o estilo próprio de cada executor. O sapateado americano acrescentou à forma irlandesa da dança toda a riqueza musical e de movimentos dos ritmos dançados pelos africanos e com isso criou uma modalidade de dança ímpar e que se espalharia, posteriormente, por todo o território dos EUA e durante o século XX, diversos outros países. 
A partir da década de 30 o sapateado ganhou força e popularidade com os grandes musicais, que contavam com a participação de nomes como Fred Astaire, Gene Kelly, Ginger Rogers, Vera-Ellen e Eleanor Powell. Depois de um período de declínio do final da década de 50 ao inicio dos anos 70, nomes como Gregory Hines e em especial, Brenda Bufalino (diretora da American Tap Dance Foundation) revitalizaram o sapateado americano, impulsionando toda uma nova geração, de onde surgiram nomes como o do grande astro Savion Glover, recentemente coreógrafo dos pinguins do filme Happy Feet.
Profissionais de sapateado americano realizam periodicamente workshops e shows internacionais, levando a arte do sapateado para diversos países: além da Irlanda e Estados Unidos, países como França, Austrália, Alemanha, Espanha, Israel e Brasil possuem grupos, coreógrafos e estúdios de sapateado de expressão. O Brasil, em particular, recebe anualmente diversos profissionais americanos como forma de intercâmbio entre os grandes mestres da tap dance e os diversos núcleos de sapateado existentes por todo o território nacional. 
Ainda falando no Brasil, na década de 30, o dançarino que atuava em  Teatro de revista e Cassinos em todo Brasil Gualter Silva, introduziu em seus números essa modalidade de dança, o sapateado americano, tornando-se assim, pioneiro na arte  de sapatear no Brasil. Em 1931, fez grande sucesso sapateando na revista " De Papo p'ro Ar", conforme matéria publicada no jornal o correio da manhã do dia 18 de novembro de 1931, comprovando que o sapateado foi introduzido no Brasil na década de 30 e não de 40 como dizem algumas matérias sobre o assunto. 
Teve oportunidade de aperfeiçoar seus passos na referida dança americana , com sapateadores americanos em um navio e também com artistas americanos, que durante a segunda guerra serviram nas bases americanas, onde ele Gualter também se apresentava com sua partner Iná D´Avila, que viria ser sua esposa e mãe de seus dois filhos. Alcançaram um sucesso tão grande que chegaram a ser trisados pelos soldados americanos em apresentações na base americana , onde apresentavam um numero ,vestidos de marinheiros americanos portando rifles que utilizavam para fazer a apresentação das armas sapateando. Este numero causou tamanha comoção, que fez com que um grupo de sapateadores americanos, que sapateavam de patins na mesma base, tirassem seus patins e presenteassem o casal com eles.
Apesar de autodidata, durante toda sua vida foi apaixonado pela arte de sapatear e jamais perdeu qualquer oportunidade de se aperfeiçoar , em todas as muitas vezes que cruzou com sapateadores americanos no om a revista brasileira " Canta Brasil" apresentou um numero , O samba sapateado , que ele criou na década de 40 e mais tarde, como professor de sapateado ensinou para todos os seus alunos em todas academias por onde passou e é ensinado até os dias de hoje nas academias de dança no Brasil .
Sua experiência sapateando profissionalmente desde 1930, deu a ele inspiração para propagar a arte e resolveu ensinar o que sabia. Suas primeiras alunas foram suas Partners e a primeira criança foi Vally, com quem se apresentou também em várias casas de espetáculos. Depois, ensinou sua filha que com apenas 5 anos estreou ao seu lado na TV Excelsior no programa Times Square , ainda na década de 60 ensinou um grupo de meninas formando então, o grupo "As Pupilas do Senhor Gualter", sua própria filha Inajara D´Avila Rodrigues (nome artistico Inajara de Tanduí) participou desse grupo depois de ter se apresentado sozinha e com o pai dos 5 aos 7 anos de idade em programas de TV. Na década de 70 mudando-se do Rio de Janeiro para São Paulo, Gualter, sua filha , sua esposa e partner Iná, começaram a dar aulas de sapateado, iniciando com aulas particulares, logo Gualter passou a dar aulas nas grandes academias de dança da época como: - Rennée Gumiel, Yolanda Verdier , Cisne Negro, Stagium, Nice Leite, Amanda & Verônica e Academia Art Dance da professora Leonice Borges Piovani na cidade de Araraquara, entre outras cidades como Bauru, Ribeirão Preto, Jundiaí, Taubaté e muitas outras.
Ele iniciou no sapateado nomes que se tornaram referência, como as hoje professoras Kika Sampaio e Marchina, conforme matérias publicadas por Steven Haper, passando a ser conhecido como "Professor" Gualter Silva, deu aulas até pouco antes de seu falecimento que ocorreu no ano de 1993.  